# Ejecutivo del Año de la NBA Development League
El premio Ejecutivo del Año de la NBA Development League es un galardón que se otorga anualmente al mejor ejecutivo de la NBA D-League. Los equipos no pueden votar a sus propios representantes.

## Lista de ganadores
| Temporada | Nacionalidad   | General mánager    | Equipo                   | Ref.   |
| --------- | -------------- | ------------------ | ------------------------ | ------ |
| 2009-2010 | Estados Unidos | Jon Jennings       | Maine Red Claws          |        |
| 2010-2011 | Estados Unidos | Bert Garcia        | Rio Grande Valley Vipers |        |
| 2011-2012 | Estados Unidos | David Higdon       | Bakersfield Jam          |        |
| 2012-2013 | Estados Unidos | Bill Boyce         | Texas Legends            |        |
| 2013-2014 | Estados Unidos | Jeff Potter        | Fort Wayne Mad Ants      |        |
| 2014-2015 | Estados Unidos | Tim Salier         | Austin Spurs             |        |
| 2015-2016 | Estados Unidos | Adam Simon         | Sioux Falls Skyforce     | [ 2 ]  |
| 2016-2017 | Estados Unidos | Chris Murphy       | Santa Cruz Warriors      | [ 3 ]  |
| 2017-2018 | Estados Unidos | Steve Brandes      | Wisconsin Herd           | [ 4 ]  |
| 2018-2019 | Estados Unidos | Trajan Langdon     | Long Island Nets         | [ 5 ]  |
| 2019-2020 | Estados Unidos | Dajuan Eubanks     | Maine Red Claws          | [ 6 ]  |
| 2020-2021 | Estados Unidos | Chad Sanders       | Raptors 905              | [ 7 ]  |
| 2021-2022 | Estados Unidos | Travis Stockbridge | Rio Grande Valley Vipers | [ 8 ]  |
| 2022-2023 | Estados Unidos | Paul Johnson       | Stockton Kings           | [ 9 ]  |
| 2023-2024 | Estados Unidos | Eric Amsler        | Sioux Falls Skyforce     | [ 10 ] |